# 柯爾特家族亂倫案
柯尔特家族乱伦案是澳大利亚联邦新南威尔士州的刑事案件。該案“柯爾特家族”四代直系皆有近亲性行为，最早可追溯“始祖”蒂姆·柯尔特及琼安·柯尔特在1970年代移民至澳大利亚新南威尔士州博罗瓦镇郊区的农场，並同自己的子女繁衍後代。出于隐私保护，这一家庭的真实姓氏、名称，澳洲政府皆未公布，所有族人皆使用假名代称，包括柯尔特这个姓氏。 

## 背景
1. ↑  family-who-live-in-the-hills-of-a-quiet-country -town/news-story/e5d1c3bac474fe75015e4c1a20d493bf  请检查|url=值 (帮助). www.news.com.au.   [27 March 2019].[]
2. ↑  Rourke, Alison. . The Guardian. 12 December 2013  [12 September 2015]. （原始内容存档于2022-12-03）.